# Quickstep
A quickstep a sztenderd szalontáncok egyike. Gyors és erőteljes mozdulatok jellemzik.

## Története
A quickstep az 1920-as években fejlődött ki New York-ban, és először karibi és afrikai táncosok táncolták, de eredetileg ez egy angol tánc, mely a slowfox és a charleston kombinációjaként született (de később teljesen elszeparálódott elődeitől). 1927-ben szabványosították.

## Jellegzetességei
A három legjellegzetesebb táncfigura a quickstepben a sasszé, a negyed fordulat, és a "lock step". Egyre dinamikusabbá fejlődött (a ragtime zenére), rengeteg előrehaladó és forgó mozdulattal. A 20. század végén gyakorlott táncosok tovább bővítették, és bonyolították a quickstepet. Régebben a lépéseinek ritmusa egyszerűen csak quick (egy ütem) és slow (két ütem) volt, napjainkban azonban osztott ütemre táncolják, a következőhöz hasonló számolásra: "quick és quick és quick, quick, slow (ahol az "és" további lépést tartalmaz).
A quickstep a sztenderd táncversenyek egyik tánca az öt közül.